# Кузябаевская волость
Кузябаевская волость — административно-территориальная единица, входившая в состав Николаевского уезда Самарской губернии.
Административный центр — деревня Кузябаево (ныне в составе Перелюбского района Саратовской области).
Волость населяли преимущественно башкиры, магометане. 
В период до установления советской власти волость имела аппарат волостного правления, традиционный для таких административно-территориальных единиц Российской империи.
Волость располагалась в восточной части Николаевского уезда. Согласно карте уездов Самарской губернии издания губернского земства 1912 года волость состояла из двух частей. Основной участок был вытянут вдоль реки Камелик и граничил на севере с Грачёво-Кустской и Смоленской волостями, на востоке и юге - с Нижне-Покровской и Солянской волостями, на юго-западе и западе - с Любицкой волостью, на северо-западе - с Рахмановской волостью. Чересполосный участок граничил с Любицкой и Клинцовской волостями.
Территория бывшей волости является частью земель Перелюбского и Пугачёвского районов Саратовской области (административный центр области — город Саратов).

## Состав волости
| №  | Населённые пункты (без хуторов) | Население (1889 год) | Население (1897 год)                | Население (1910 год)                | Преобладающие национальности, вероисповедания (1910) | Современное состояние                                                     |
| -- | ------------------------------- | -------------------- | ----------------------------------- | ----------------------------------- | ---------------------------------------------------- | ------------------------------------------------------------------------- |
| 1  | деревня Акирово                 | 278                  | 221                                 | 311                                 | башкиры, магометане                                  | не существует                                                             |
| 2  | деревня Байгундино              | 297                  | 391                                 | 415                                 | башкиры, магометане                                  | деревня, Перелюбский район, Саратовская область, Россия                   |
| 3  | деревня Бобровый Гай            | 481                  | 510                                 | 515                                 | башкиры, магометане                                  | село, Пугачёвский район, Саратовская область, Россия                      |
| 4  | деревня Габдулино               | 478                  | 531                                 | 591                                 | башкиры, магометане                                  | не существует                                                             |
| 5  | деревня Ишимбаево               | 343                  | 375                                 | 422                                 | башкиры, магометане                                  | не существует                                                             |
| 6  | деревня Кочумбетово             | 306                  | 349                                 | 350                                 | башкиры, магометане                                  | село Кучумбетово, Перелюбский район, Саратовская область, Россия          |
| 7  | деревня Кузябаево               | 429                  | 466                                 | 409                                 | башкиры, магометане                                  | деревня, Перелюбский район, Саратовская область, Россия                   |
| 8  | деревня Кунакбаево              | 255                  | 284                                 | 310                                 | башкиры, магометане                                  | хутор, Перелюбский район, Саратовская область, Россия                     |
| 9  | деревня Максютово               | 577                  | 515                                 | 656                                 | башкиры, магометане                                  | село, Пугачёвский район, Саратовская область, Россия                      |
| 10 | деревня Уразаево                | 305                  | 316                                 | 325                                 | башкиры, магометане                                  | не существует                                                             |
| 11 | село Черниговка                 | 923                  | Передано в Нижне-Покровскую волость | Передано в Нижне-Покровскую волость |                                                      | село Новочерниговка, Озинский район, Саратовская область, Россия          |
| 12 | село Солянка                    | 1414                 | Передано в Солянскую волость        | Передано в Солянскую волость        |                                                      | село, Озинский район, Саратовская область, Россия                         |
| 13 | посёлок Таловый                 | 753                  | Передано в Нижне-Покровскую волость | Передано в Нижне-Покровскую волость |                                                      | село Таловая, Зеленовский район, Западно-Казахстанская область, Казахстан |